# Hemilobella
Genre
Hemilobella est un genre de collemboles de la famille des Neanuridae.

## Distribution
Les espèces de ce genre se rencontrent en Asie du Sud-Est et en Océanie.

## Liste des espèces
Selon Checklist of the Collembola of the World (version du 8 octobre 2019) :
- Hemilobella ferrumequinum Deharveng, Agolin & D'Haese, 2008
- Hemilobella newmani (Womersley, 1933)
- Hemilobella perakensis (Yosii, 1976)
- Hemilobella pluvia Deharveng & Greenslade, 1992
- Hemilobella rounsevelli Deharveng & Greenslade, 1992

## Publication originale
- Deharveng & Greenslade, 1992 : Hemilobella, a new genus of Lobellini (Collembola: Neanuridae) from Australia and Malaysia with notes on other Australian lobelline genera. Invertebrate Taxonomy, vol. 6, no 3, p. 727-739.